# アマイア・ロメロ
アマイア（スペイン語: Amaia）として知られるアマイア・ロメロ・アルビス（スペイン語: Amaia Romero Arbizu、1999年1月3日 - ）は、スペイン・ナバーラ州パンプローナ出身のシンガーソングライター・ピアニスト・女優。

## 経歴

### 家族
1999年1月3日、ナバーラ州パンプローナに生まれた。父方の叔父であるホアキン・ロメロは、2008年から2016年までパンプローナ合唱団のマネージャーを務めた人物であり、2年間はパブロ・デ・サラサーテ管弦楽団のマネージャーも務めた。アマイアが絶対音感を有していることを初めて認識したのは叔父である。母方の叔母であるカルメン・アルビスは、1990年からナバーラ高等音楽院で声楽の教授を務めている。

### 知名度の高まり

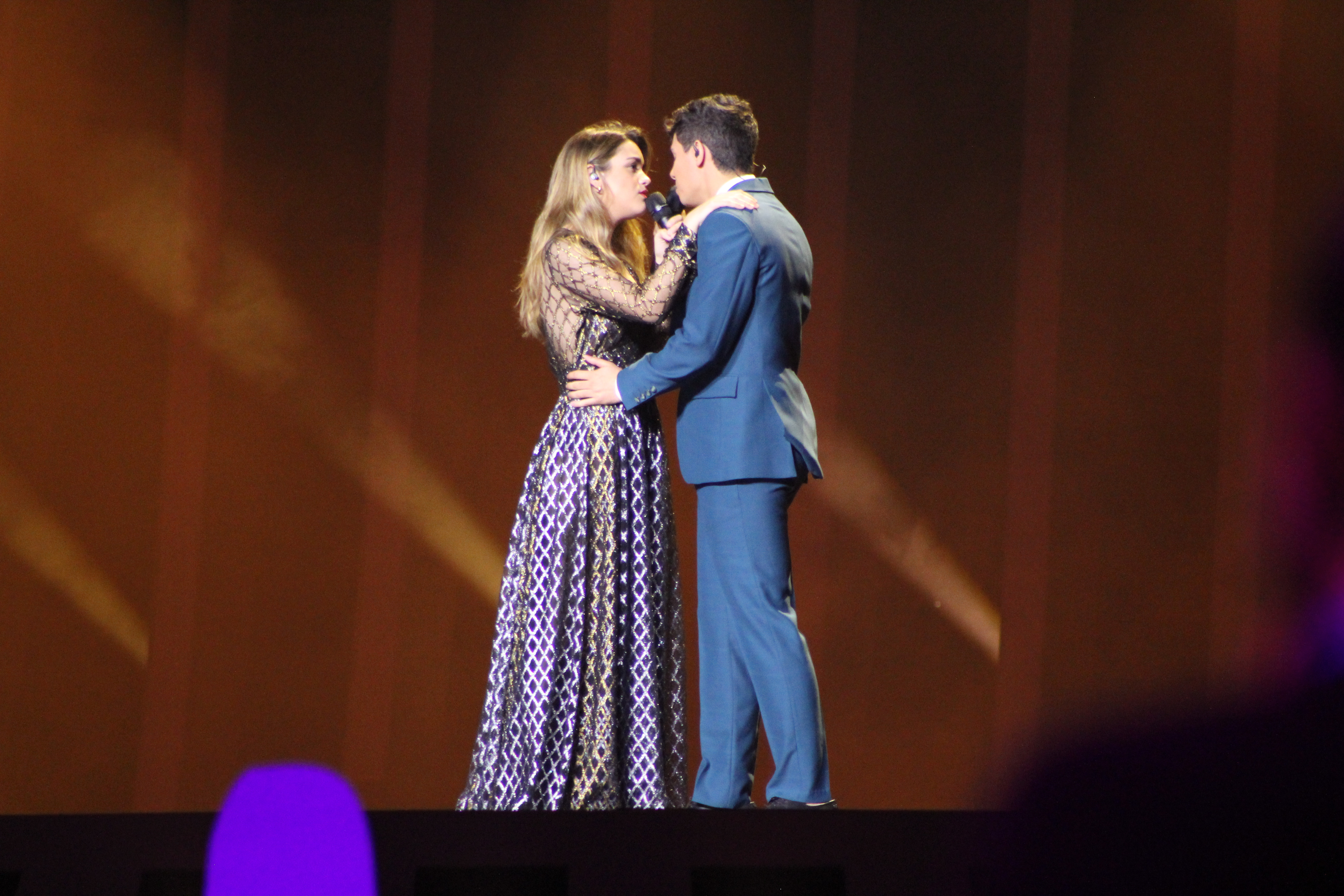
ユーロビジョン・ソング・コンテスト2018

2012年にパンプローナでパブロ・デ・サラサーテ管弦楽団と共演した際、フェリペ6世とレティシア・オルティスはアマイアについて「将来有望だ」と語っている。多くのスター発掘番組に出演した後、2017年にテレビ番組「オペラシオン・トリウンフォ」の第9シーズンで優勝した。2018年にポルトガルでユーロビジョン・ソング・コンテスト2018が開催されると、アルフレッド・ガルシアとともにスペイン代表として出演した。

### デビュー後

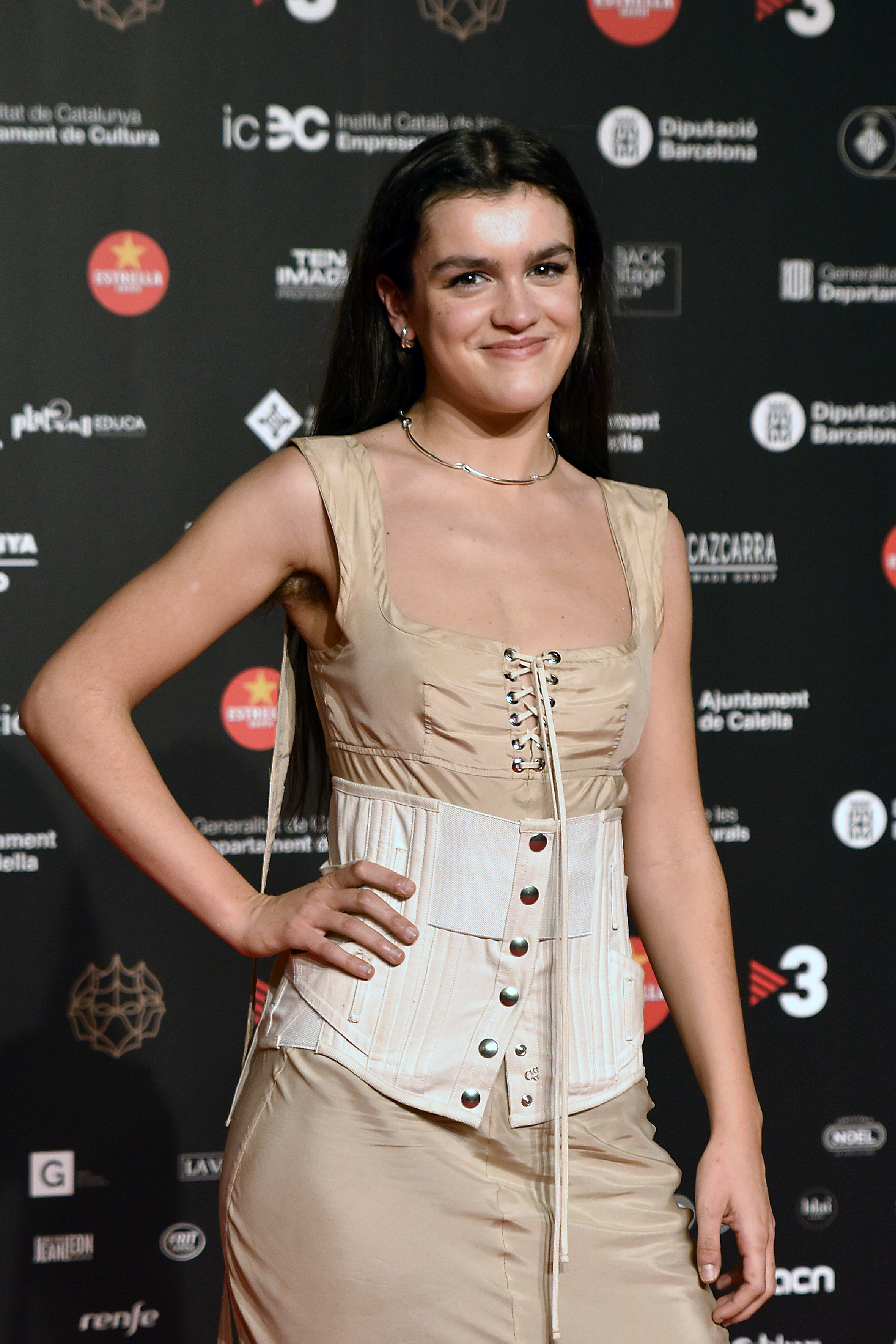
2022年のアマイア

その後ユニバーサル・ミュージックと契約し、2019年にはデビューアルバム「Pero No Pasa Nada」をリリースした。2019年にはナバーラ高等音楽院でピアノの学位を取得した。
2022年5月13日、セカンドアルバム「Cuando No Sé Quién Soy」をリリースした。シングルカットされた「ヤマグチ」はヤマグチ公園や日本の山口市を題材とするフォークソングであり、ヤマグチ公園はアマイアが故郷のパンプローナでお気に入りの場所である。
2023年にはテレビドラマ「La mesías」で女優デビューし、2024年のフェロス賞ではテレビ部門助演女優賞にノミネートされた。

## ディスコグラフィー

### アルバム
- 2019年 「Pero No Pasa Nada」
- 2022年 「Cuando No Sé Quién Soy」